# Probierczyk
Probierczyk – postać fikcyjna z komedii Williama Szekspira Jak wam się podoba (ang. As You Like It), błazen na dworze księcia Fryderyka. 
Towarzyszy Rozalindzie i Celii w ich ucieczce z dworu księcia Fryderyka do Lasu Ardeńskiego. Zakochuje się w wieśniaczce Audrey, którą „odbija” Williamowi. Uosobienie sprytu i swoistej rubaszności - postać na wskroś renesansowa. 
Imię według tłumaczenia Czesława Miłosza. W przekładzie Stanisława Barańczaka - Lakmus, w oryginale - Touchstone.